# Tatari di Crimea
I tatari di Crimea (in tataro di Crimea: qırımtatarlar) sono un gruppo etnico turco originario della Crimea. Discendono dalla mescolanza di tutti quei popoli che abitavano la penisola e che adottarono la religione islamica e un'identità turca. I tatari di Crimea vissero il periodo di maggiore splendore durante il Khanato di Crimea, che venne invaso dall'Impero russo nel XVIII secolo. I tatari di Crimea furono deportati in massa verso l'Asia centrale negli anni 1940 da Stalin. A partire dagli anni 1990 gran parte della comunità tornò in Crimea.

## Etnonimo
Il fatto che nell'etnonimo generalmente accettato per i Tatari di Crimea sia presente la parola "Tatari" non di rado porta al malinteso e alle domande se i Tatari di Crimea non siano un gruppo subetnico dei Tatari e la loro lingua un dialetto della lingua tatara. La risposta ad ambedue domande è negativa: i Tatari di Crimea non fanno parte del popolo tataro, e la lingua tatara di Crimea è una lingua a parte. Per di più, la lingua tatara non è nemmeno un "parente vicino" della lingua tatara di Crimea. L'etnonimo "Tatari di Crimea" si spiega col fatto che anticamente quasi tutti i popoli turchi dell'Impero russo erano chiamati "Tatari": i Caraciai erano anche noti come Tatari della montagna, gli Azeri come Tatari transcaucasici, i Hakasy come Tatari di Abakan ecc. Oggi i Tatari di Crimea denotano se stessi con due etnonimi: qırımtatarlar - "Tatari di Crimea" e qırımlar - "Crimeani".

## Storia

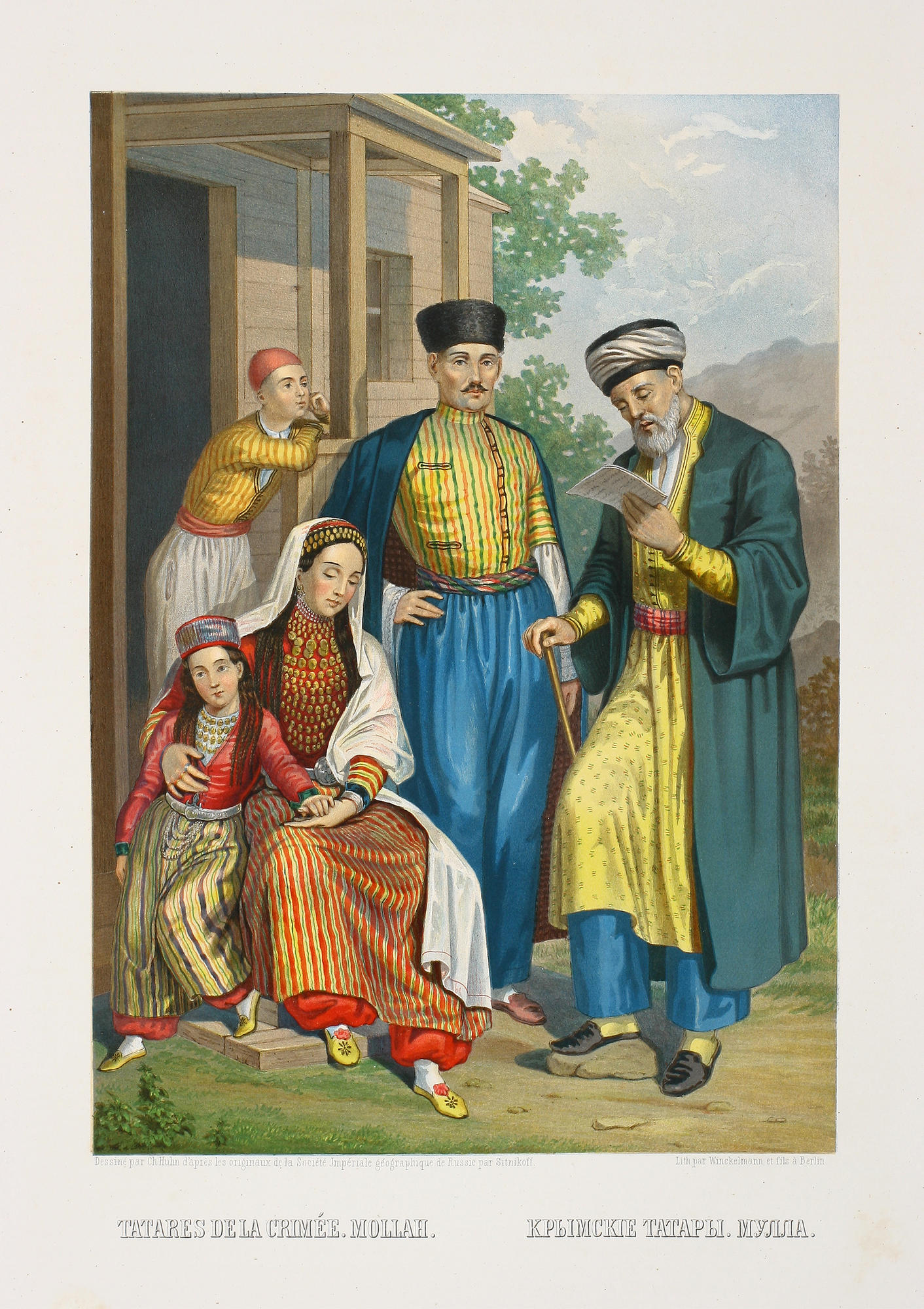
Tatari di Crimea nei loro costumi tradizionali, 1880

I tatari di Crimea emersero come un'etnia nella Crimea e sono discendenti di vari popoli pervenuti in questa penisola in epoche diverse. I principali gruppi etnici che in varie epoche popolavano la Crimea ed erano coinvolti nell'etnogenesi dei Tatari di Crimea erano Tauri, Sciti, Sarmati, Alani, Greci, Goti, Romani, Cazari, Peceneghi, Circassi, Turchi, Mongoli; un ruolo particolarmente importante nell'etnogenesi dei Tatari di Crimea avevano i Kipchaki occidentali conosciuti nell'Europa occidentale come Cumani, e nella Rus' di Kiev come Polovtsi. A partire dai secoli XI-XII, i Qipciaq venuti dalle rive dell'Irtyš cominciarono a popolare le steppe circostanti il Volga, Azov e il Mar Nero (da quell'epoca fino al Settecento chiamate "la steppa dei Qipciaq"), e probabilmente in quel periodo giunsero anche in Crimea. Il consolidamento di questo multicolore conglomerato etnico e la formazione di un unico popolo tataro di Crimea procedette per alcuni secoli. Da principi unificatori in questo processo fungevano il territorio comune, la lingua dei Turchi Qipciaq e la religione musulmana.
Il popolo tataro di Crimea prese la sua forma definitiva durante l'epoca del Khanato di Crimea, esistito dal 1441 fino al 1783. Durante la maggior parte della sua storia questo Stato dipendeva dall'Impero ottomano oppure era con esso alleato. La dinastia regnante apparteneva alla stirpe dei Giray fondata dal primo khan Haci I Ghiray. L'epoca del Canato di Crimea rappresentava il periodo di fioritura della cultura, dell'arte e della letteratura tatara in Crimea. Il poeta classico di quell'epoca fu Aşıq Ümer. Tra gli altri poeti sono particolarmente apprezzati Mahmud Qırımlı e il khan Ğazı II Giray Bora. La più importante delle opere architettoniche di quel tempo, conservate fino ad oggi, è il Palazzo dei Khan a Bachčysaraj.
Il Canato di Crimea era in continuo stato di guerra con la Moscovia e con la Confederazione polacco-lituana (fino al XVIII secolo queste guerre erano di carattere offensivo). Durante le ostilità i Tatari di Crimea continuamente prendevano molti prigionieri tra la popolazione russa e ucraina. Resi schiavi, i catturati erano venduti ai mercati degli schiavi in Crimea, il maggiore dei quali era il mercato nella città di Kefe (odierna Feodosia), oppure portati nella Turchia e nel Vicino Oriente.
Nel 1783, in conseguenza della vittoria della Russia sull'Impero ottomano, la Crimea fu occupata e poi annessa dalla Russia. Questo segnò l'inizio di un'epoca nella storia dei Tatari di Crimea da loro stessi chiamata «il secolo nero». L'oppressione da parte dell'amministrazione russa e l'espropriazione delle terre dei contadini tatari causarono l'esodo dei Tatari di Crimea verso l'Impero ottomano. I loro discendenti costituiscono adesso la diaspora dei Tatari di Crimea in Turchia, Bulgaria e Romania. Nello stesso periodo la maggior parte dell'élite tatara abbandonò la penisola. Contemporaneamente si svolgeva la colonizzazione della Crimea da parte della Russia per mezzo dei coloni portati dal governo russo dagli altri territori dello Stato russo. Tutto questo fece sì che dal milione dei Tatari di Crimea che popolavano la penisola prima dell'annessione russa, verso la fine del XIX secolo ne erano rimasti meno di 200.000, che costituivano un quarto della popolazione totale della Crimea.
La rinascita della cultura tatara di Crimea è associata al nome di İsmail Gaspıralı (Gasprinskij). Questi fece enormi sforzi diretti alla rinascita e alla sopravvivenza dei Tatari di Crimea e fu il creatore di una nuova lingua letteraria tatara. Gaspıralı organizzò il primo giornale dei Tatari di Crimea, Terciman ("Il traduttore"), presto noto anche fuori dalla penisola. Inoltre elaborò una metodologia d'insegnamento scolastico che portò alla fin dei conti all'emergere di un ceto della intellighenzia di Crimea.

Bandiera dei Tatari di Crimea.

Una dura prova per i Tatari di Crimea fu la guerra civile in Russia. Nel 1917, dopo la Rivoluzione di febbraio, fu convocato il primo Kurultaj, l'assemblea del popolo tataro di Crimea, che proclamò la prossima creazione di uno Stato multinazionale indipendente di Crimea (Repubblica Popolare di Crimea). È noto lo slogan lanciato dal primo Presidente del Kurultaj, uno dei leader di Crimea più stimati, Noman Çelebicihan: 
 Però nel 1918 Çelebicihan fu catturato e poi fucilato dai bolscevichi, e durante la guerra civile russa sia i bianchi sia i rossi trascuravano completamente gli interessi dei Tatari di Crimea. Circa il 15 per cento del numero totale dei Tatari di Crimea morì a causa della carestia degli anni 1921-1922.
Nel 1921, come parte della Repubblica Socialista Federativa Sovietica Russa, fu creata la Repubblica Socialista Sovietica Autonoma di Crimea. Il russo e il tataro di Crimea erano riconosciuti come lingue ufficiali dello stato, mentre la maggior parte dei dirigenti erano tatari di Crimea. Ma il breve periodo della rinascita della vita nazionale (l'apertura delle scuole nazionali, la fioritura del teatro, la pubblicazione dei giornali) fu seguito dalle purghe staliniane del 1937. La maggior parte degli intellettuali tatari di Crimea subì repressioni, fra cui il noto statista Veli İbraimov e lo scienziato Bekir Çobanzade.

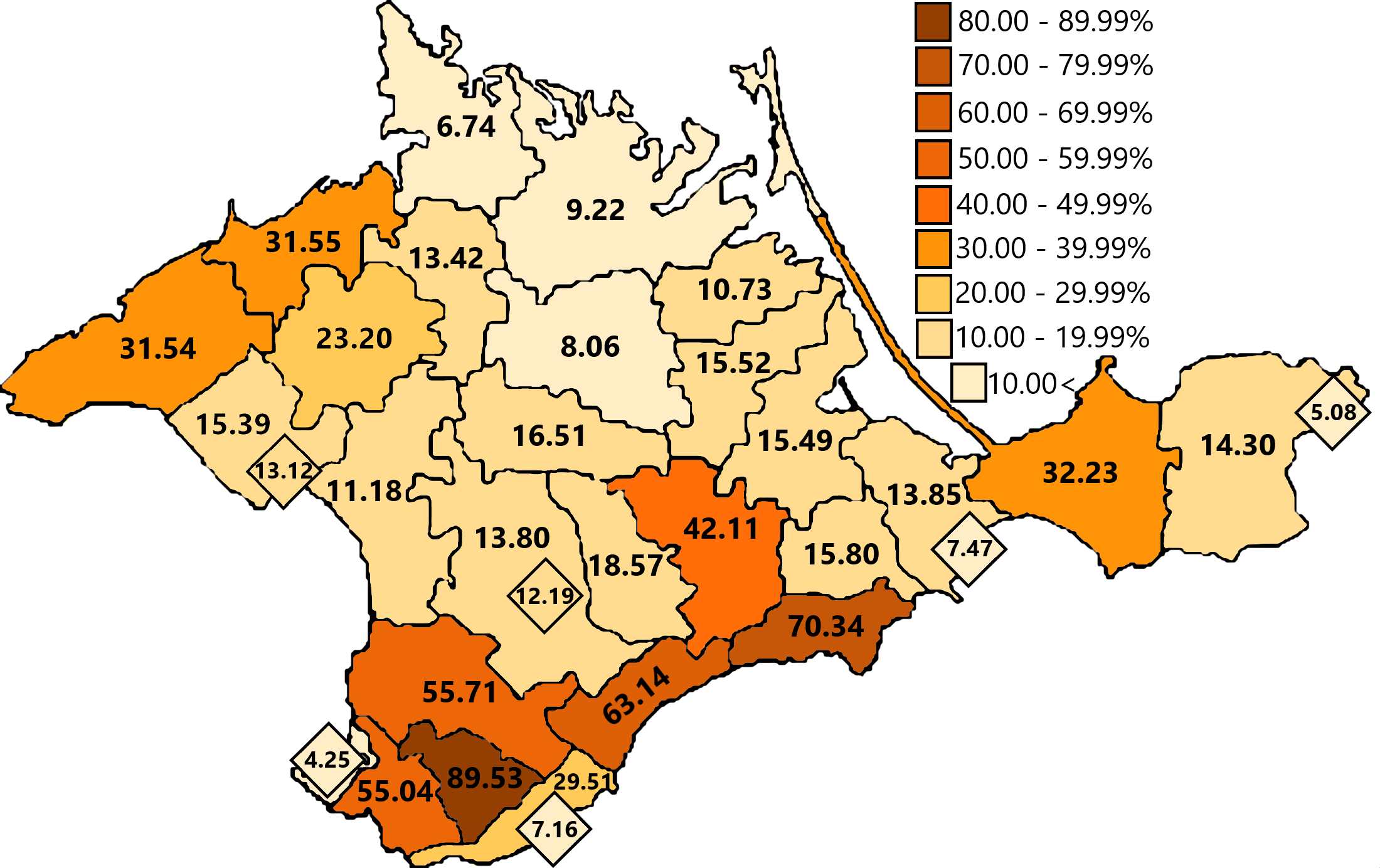
Percentuale di Tatari per regione (secondo il censimento sovietico del 1939)

Nel 1941 la Crimea fu occupata dalle truppe tedesche. Nel 1944, poi, accadde la più grave tragedia nella storia dei Tatari di Crimea. Il 18 maggio 1944, all'ordine di Stalin, i Tatari di Crimea accusati della collaborazione con i nazisti furono deportati dalla Crimea in Uzbekistan (piccoli gruppi erano trasferiti anche nella Repubblica dei Mari, negli Urali, nella regione di Kostroma). Negli anni 1944-1945 una grande parte dei deportati morì nei luoghi di deportazione a causa di carestie e malattie. La valutazione del numero dei morti durante questo periodo varia notevolmente: da 15-25%, secondo diverse istituzioni ufficiali sovietiche, fino al 46% secondo gli attivisti che negli anni sessanta stavano raccogliendo le informazioni su questa tragedia.
A differenza degli altri popoli deportati nel 1944, i quali nel 1956 ottennero il permesso di ritornare in patria, i Tatari di Crimea fino al 1989 erano privi di questo diritto. A partire dagli anni '60, nei luoghi abitati dai Tatari di Crimea in Uzbekistan, stava sorgendo e affermandosi il movimento nazionale per la restituzione dei diritti dei tatari e per il loro ritorno in Crimea.
Il rimpatrio di massa cominciò nel 1989, e oggi la penisola è abitata da circa 270.000 Tatari di Crimea. I loro problemi più gravi sono la disoccupazione (il cui livello è molto più elevato in paragone con la cifra media per la Crimea), le questioni legate alla concessione della terra e con lo sviluppo delle infrastrutture negli insediamenti dei tatari sorti durante gli ultimi 15 anni.
Nel 1991 fu convocato il secondo Kurultaj e costituito un sistema dell'autogoverno nazionale dei Tatari di Crimea. Le elezioni al Kurultaj (il parlamento nazionale) che coinvolgono tutta la popolazione tatara avvengono ogni cinque anni. Il Kurultaj istituisce un organo esecutivo, il Mejlis del Popolo Tataro di Crimea (una specie del governo nazionale). Dal 1991 il Mejlis è presieduto da Mustafa Abdülcemil Qırımoğlu (Cemilev).

Percentuale di Tatari per regione (secondo il censimento ucraino del 2001)

## Gruppi subetnici
Il popolo dei Tatari di Crimea è suddiviso in tre gruppi subetnici: gli abitanti della steppa, ossia i Noğay (da non confondere con il popolo dei Nogaj) (çöllüler, noğaylar); i montanari, ossia i Tat (da non confondere con i Tati del Caucaso) (tatlar); e gli abitanti della costa meridionale, ossia gli Yaliboylu (yalıboylular).
Prima della deportazione i Yaliboylu popolavano la costa meridionale della Crimea (in tataro di Crimea Yalıboyu), una stretta striscia larga 2–6 km che si stende lungo il litorale da Balaklava a ovest fino a Feodosia a est. All'etnogenesi di questo gruppo hanno maggiormente contribuito i Greci, i Goti, i Turchi dell'Asia Minore e i Circassi. Prima della deportazione gli abitanti di molti villaggi della costa meridionale conservavano alcuni elementi dei costumi cristiani ereditati dagli avi greci. Come tipo antropologico, appartengono alla razza mediterranea, sebbene alcuni individui abbiano però tratti chiaramente nordeuropei (pelle chiara, capelli biondi, occhi azzurri). Il dialetto degli abitanti della costa meridionale appartiene al gruppo Oghuz delle lingue turche ed è molto simile al turco. È su questo dialetto che fu basata la vecchia lingua letteraria creata da İsmail Gaspıralı.
I Noğay popolavano la steppa (in tataro di Crimea çöl) a nord della linea Nikolajevka–Gvardejskoje–Feodosia. All'etnogenesi di questo gruppo hanno contribuito i Qipciaq occidentali (i Cumani), i Qipciaq orientali e i Nogaj (da cui l'etnonimo Noğay). Come tipo antropologico, i Noğay sono europoidi con alcuni tratti mongoloidi (~10 %). Il dialetto dei Noğay appartiene al gruppo Qipciaq delle lingue turche.
Prima della deportazione i Tat popolavano la zona montana e la striscia che si stende a nord della zona abitata dai Yaliboylus e a sud della zona abitata dai Noğay. L'etnogenesi dei Tat rappresenta un processo molto complesso e non ancora studiato a fondo. In sostanza tutte le etnie e le tribù stanziate in varie epoche in Crimea partecipavano alla formazione di questo gruppo. Il più importante è considerato il contributo dei Goti, dei Greci e dei Cumani. Come tipo antropologico, i Tat appartengono alla razza medioeuropea, cioè rassomigliano ai popoli dell'Europa centrale e orientale (Russi, Ucraini, Polacchi, Tedeschi ecc.). Il dialetto dei Tat possiede le caratteristiche proprie sia alle lingue Qipciaq sia alle lingue Oghuz ed è in un certo senso un dialetto intermedio fra i dialetti della costa meridionale e quelli della steppa. Questo dialetto sta a base della lingua letteraria moderna dei Tatari di Crimea.
Fino al 1944 i suddetti gruppi subetnici non si mescolavano fra di loro. Però a causa della deportazione le aree tradizionali dell'insediamento di ciascun gruppo sono state cancellate, perciò durante gli ultimi 60 anni questi gruppi si stanno fondendo formando un'unica comunità. Poiché dopo il rimpatrio i Tatari di Crimea, per tutta una serie di ragioni, non possono installarsi nei luoghi tradizionalmente abitati da loro in passato, il processo della fusione sta andando avanti. Secondo le valutazioni molto approssimative, fra i Tatari di Crimea che abitano in Crimea circa 30 per cento sono i Yaliboylu, circa 20 per cento sono i Noğay, e circa 50 per cento sono i Tat.

## Lingue
Parlano il tataro di Crimea, idioma appartenente al gruppo delle lingue turche. Si distinguono tre dialetti: settentrionale (di steppa), medio e meridionale (secondo le zone di insediamento dei Tatari di Crimea nell'epoca precedente); l'ultimo ha subito una forte influenza della lingua turca.

## Religione
La maggior parte dei Tatari di Crimea è musulmana sunnita, appartenente al madhhab hanafita.

## Distribuzione geografica
La maggior parte abita in Crimea (circa 260.000), un certo numero vive anche in Turchia, Bulgaria, Romania, Uzbekistan, Russia. La diaspora tatara di Crimea in Turchia è assai significativa.